# Malaly Dembélé
Papis Malaly Dembélé (Ivry-sur-Seine, 17 giugno 1997) è un calciatore francese, attaccante del Sarıyer.

## Caratteristiche tecniche
È un centravanti.

## Carriera
Cresciuto nel settore giovanile del Nancy, debutta in prima squadra il 28 luglio 2017 giocando l'incontro di Ligue 2 perso 3-1 contro l'Orléans; il 25 ottobre realizza la sua prima rete nel match di Coupe de la Ligue perso 3-2 contro l'Angers.
Nel calciomercato estivo del 2020 viene ceduto a titolo definitivo al Rodez.

## Statistiche
Statistiche aggiornate all'8 febbraio 2021.

### Presenze e reti nei club
| Stagione        | Squadra         | Campionato      | Campionato | Campionato | Coppe nazionali | Coppe nazionali | Coppe nazionali | Coppe continentali | Coppe continentali | Coppe continentali | Altre coppe | Altre coppe | Altre coppe | Totale | Totale | Totale |
| Stagione        | Squadra         | Comp            | Pres       | Reti       | Comp            | Pres            | Reti            | Comp               | Pres               | Reti               | Comp        | Pres        | Reti        | Pres   | Reti   |        |
| --------------- | --------------- | --------------- | ---------- | ---------- | --------------- | --------------- | --------------- | ------------------ | ------------------ | ------------------ | ----------- | ----------- | ----------- | ------ | ------ | ------ |
| 2014-2015       | Nancy 2         | CFA2            | 4          | 1          |                 | -               | -               |                    | -                  | -                  |             | -           | -           | 4      | 1      |        |
| 2015-2016       | Nancy 2         | CFA2            | 19         | 4          |                 | -               | -               |                    | -                  | -                  |             | -           | -           | 19     | 4      |        |
| 2016-2017       | Nancy 2         | CFA2            | 21         | 11         |                 | -               | -               |                    | -                  | -                  |             | -           | -           | 21     | 11     |        |
| 2017-2018       | Nancy 2         | N3              | 6          | 5          |                 | -               | -               |                    | -                  | -                  |             | -           | -           | 6      | 5      |        |
| 2018-2019       | Nancy 2         | N3              | 8          | 4          |                 | -               | -               |                    | -                  | -                  |             | -           | -           | 8      | 4      |        |
| Totale Nancy 2  | Totale Nancy 2  | Totale Nancy 2  | 58         | 25         |                 | -               | -               |                    | -                  | -                  |             | -           | -           | 58     | 25     |        |
| 2017-2018       | Nancy           | L2              | 24         | 3          | CF+CdL          | 1+2             | 0+1             |                    | -                  | -                  |             | -           | -           | 27     | 4      |        |
| 2018-2019       | Nancy           | L2              | 22         | 4          | CF+CdL          | 4+1             | 0               |                    | -                  | -                  |             | -           | -           | 27     | 4      |        |
| 2019-2020       | Nancy           | L2              | 11         | 0          | CF+CdL          | 4+2             | 1+1             |                    | -                  | -                  |             | -           | -           | 17     | 2      |        |
| Totale Nancy    | Totale Nancy    | Totale Nancy    | 57         | 7          |                 | 14              | 3               |                    | -                  | -                  |             | -           | -           | 71     | 10     |        |
| 2020-2021       | Rodez 2         | N3              | 1          | 0          |                 | -               | -               |                    | -                  | -                  |             | -           | -           | 1      | 0      |        |
| 2020-2021       | Rodez           | L2              | 18         | 1          | CF              | 0               | 0               |                    | -                  | -                  |             | -           | -           | 18     | 1      |        |
| Totale carriera | Totale carriera | Totale carriera | 134        | 33         |                 | 14              | 3               |                    | -                  | -                  |             | -           | -           | 148    | 36     |        |